# Konstantin Kiseleff
Konstantin (Constantin) Kiseleff, född 5 januari 1834 i Helsingfors, död där 25 januari 1888, var en finländsk arkitekt.
Kiseleff, som var son till sockerfabrikören, kommerserådet Feodor Kiseleff den äldre och Lovisa Margareta Sahlstedt, studerade vid Helsingfors privatlyceum 1844–1852, dimitterades privat och inskrevs vid Helsingfors universitet 1852. Han blev elev vid Intendentkontoret 1853 samt företog studieresor till Italien 1856–1857, Algeriet, Spanien och Frankrike 1858–1859, Paris 1860–1862 och München 1862–1863. Han blev extra ordinarie arkitekt vid Överstyrelsen för allmänna byggnaderna 1869, tredje arkitekt och föreståndare för S:t Michels läns byggnadskontor 1871, ledde restaureringen av Olofsborg och var förste arkitekt vid Överstyrelsen för allmänna byggnaderna 1875–1886. Han blev kollegieassessor 1879.